# إدوين كاميرون
إدوين كاميرون (بالإنجليزية: Edwin Cameron)‏ هو قاضي ومحامي جنوب أفريقي، ولد في 15 فبراير 1953 في بريتوريا في جنوب أفريقيا.